# Refuges d'art
Refuges d'art est un projet artistique d'Andy Goldsworthy, mené dans la région de Digne-les-Bains, en France.

## Caractéristiques
Refuges d'art est un parcours de 150 km dans la réserve naturelle géologique de Haute-Provence, débutant à Digne-les-Bains dans les Alpes-de-Haute-Provence. Il relie trois Sentinelles, des cairns réalisés par Andy Goldsworthy dans trois vallées différentes. Le long du parcours, d'autres œuvres d'art de Goldsworthy sont aménagées dans des refuges. Le trajet peut être parcouru à pied, en une dizaine de jours.
Les Sentinelles sont des cairns de forme ovoïde, en pierres sèches, assemblés au bord des routes dans les vallées de l'Asse, du Bès et du Vançon. Les Refuges d'art sont des bâtiments isolés (une chapelle, une ferme, etc.) restaurés et accueillant chacun une œuvre particulière. Une dernière œuvre, River of Earth, est visible au musée Gassendi de Digne-les-Bains.
Andy Goldsworthy entame son projet en 1999 par l'érection d'une première Sentinelle à Barles ; il érige les deux autres en 2000 et 2001. En 2012, six refuges sont rénovés et accessibles ; cinq autres doivent l'être avant 2017.

## Parcours
En 2012, le parcours des Refuges d'art est constitué de 10 étapes :
- River of Earth, Musée Gassendi, Digne-les-Bains (1999, 44° 05′ 38″ N, 6° 14′ 18″ E)
- Refuge d'art, chapelle Sainte-Madeleine, Thoard (2002, 44° 09′ 21″ N, 6° 09′ 48″ E)
- Refuge d'art, La Forest, Saint-Geniez (2008, 44° 13′ 17″ N, 6° 05′ 41″ E)
- Sentinelle, vallée du Vançon, Authon (2000, 44° 14′ 35″ N, 6° 06′ 57″ E)
- Sentinelle, vallée du Bès, Barles (1999, 44° 13′ 59″ N, 6° 15′ 19″ E)
- Refuge d'art, Vieil Esclangon, La Javie (2005, 44° 12′ 35″ N, 6° 16′ 54″ E)
- Refuge d'art, Col de l'Escuichière, Le Brusquet (2004, 44° 11′ 25″ N, 6° 17′ 21″ E)
- Refuge d'art, Ferme Belon, Draix (2003, 44° 09′ 00″ N, 6° 20′ 53″ E)
- Sentinelle, vallée de l'Asse, Tartonne (2001, 44° 04′ 03″ N, 6° 25′ 05″ E)
- Refuge d'art, Thermes, Digne-les-Bains (2002, 44° 04′ 51″ N, 6° 16′ 13″ E)